# Felicity Lott
Dame Felicity Lott (Cheltenham, 8 maggio 1947) è un soprano inglese.

## Biografia
Ha iniziato lo studio del pianoforte all'età di 5 anni. Ha anche suonato il violino e preso lezioni di canto a 12. Ha studiato alla Royal Holloway, dove ha ottenuto una Bachelor of Arts in francese e latino nel 1969. Durante il suo anno in Francia, nell'ambito del corso di laurea 1967-68, ha preso lezioni di canto al Conservatorio di Grenoble. Si è laureata presso la Royal Academy of Music vincendo il Premio principale.
Ha fatto il suo debutto nel 1975 come Pamina ne Il flauto magico all'English National Opera. Nel luglio 1976 è apparsa come Young Lady 3/Young Girl 3/Victim 3 nella première We Come to the River di Hans Werner Henze presso la Royal Opera House di Londra.
Nel settembre dello stesso anno ha iniziato anche una lunga relazione con il Festival di Glyndebourne debuttando come The Countess in Capriccio portato in trasferta anche a Norwich, Oxford, Manchester, Bristol e Southampton; nel 1977 è Anne in The Rake's Progress con la London Philharmonic Orchestra, Samuel Ramey e Rosalind Elias diretta da Bernard Haitink ed Elle ne La voce umana, nel 1978 Pamina in Die Zauberflöte e Fiordiligi in Così fan tutte diretta da Simon Rattle anche in trasferta a Nottingham e Birmingham, nel 1980 Octavian in Der Rosenkavalier, nel 1981 Helena in Sogno di una notte di mezza estate (opera) con Ileana Cotrubaș e la Contessa Almaviva ne Le nozze di Figaro, nel 1983 Christine in Intermezzo di Richard Strauss, nel 1985 Arabella (opera), nel 1986 Donna Elvira in Don Giovanni (opera) con Carol Vaness, nel 1993 Hanna Glawari in Die lustige Witwe con John Aler e nel 2002 Lady Billows in Albert Herring di Benjamin Britten con Alfie Boe.
Nel 1977 è Jenifer nella prima rappresentazione radiofonica nello Studio 104 dell'Office de Radiodiffusion-Télévision Française di Parigi del 1° e 3° atto di "The Midsummer Marriage" di Michael Tippett.
Per la Scottish Opera nel 1978 è Mařenka ne La sposa venduta a Glasgow ed Edimburgo e nel 1979 Euridice in Orfeo ed Euridice (Gluck) a Glasgow e Londra.
Ancora al Covent Garden nel 1980 è Anne in The Rake's Progress, nel 1983 Blanche ne I dialoghi delle Carmelitane (opera) con Régine Crespin, nel 1986 Helena in A Midsummer Night's Dream, nel 1987 The Marschallin in Der Rosenkavalier con Ann Murray e Barbara Bonney diretta da Haitink, nel 1989 Ellen Orford in Peter Grimes (Britten), nel 1990 Eva in Die Meistersinger von Nürnberg con Hermann Prey, nel 1991 la Contessa Almaviva ne Le nozze di Figaro, nel 1996 Donna Elvira in Don Giovanni e nel 1997 Hanna Glawari ne La vedova allegra (operetta).
Nel 1984 è la contessa Rosina ne Le nozze di Figaro in Ah Tutti Contenti con Samuel Ramey e gli Academy of Saint Martin in the Fields diretta da Neville Marriner nella colonna sonora di Amadeus (film).
La Lott ha cantato le opere di Richard Strauss, tra cui vari lieder, i Four Last Songs ed i ruoli della Marescialla ne Il cavaliere della rosa e della Contessa di Capriccio. È apparsa anche in operette, cantando il ruolo da protagonista ne La vedova allegra di Franz Lehár a Glyndebourne, così come Rosalinde in Die Fledermaus ed i ruoli del titolo ne La Belle Hélène e ne La Grande-Duchesse de Gérolstein.
La Lott ha guadagnato una reputazione internazionale come cantante da concerto, collaborando con la maggior parte dei grandi direttori attualmente attivi. L'artista ha un amore speciale per le "Melodie" francesi, i "Lied" tedeschi ed il repertorio delle arie inglesi, in particolare delle arie di Britten. Il suo accompagnatore è stato Graham Johnson con il quale ha tenuto un grande numero di recital insieme. Si è esibita anche in recital in duetto con il mezzosoprano Murray, il baritono Thomas Allen e il mezzosoprano Angelika Kirchschlager. Inoltre ha cantato in una registrazione del Requiem di Mozart con la London Philharmonic Orchestra e Choir.
Felicity Lott ha ricevuto numerose lauree honoris causa ed è stata decorata con la Legion d'onore francese e con l'Ordine dell'Impero Britannico nel 1996. Ha cantato al matrimonio di Andrea, duca di York nel 1986.
Nel 1987 è la contessa Madeleine nella prima rappresentazione nel Teatro della Pergola di Firenze di "Capriccio".
All'Opera di Chicago nel 1987 è la Contessa Almaviva ne Le nozze di Figaro con Ramey e Frederica von Stade, nel 1994 la Contessa in Capriccio e nel 1996 Rosalinda in Die Fledermaus.
Al Metropolitan Opera House di New York debutta nel 1990 come Princess von Werdenberg in Der Rosenkavalier con Anne Sofie von Otter e la Bonney diretta da Carlos Kleiber e nel 1991 è la Contessa Almaviva ne Le nozze di Figaro con Ramey e la von Stade diretta da James Conlon.
Per il Teatro alla Scala di Milano nel 1990 canta in Elia (oratorio) nella Basilica di San Simpliciano con Bernadette Manca di Nissa, nel 1992 è Arabella nella prima rappresentazione diretta da Wolfgang Sawallisch e tiene un concerto con Ann Murray, nel 1995 e 2001 tiene un recital, nel 2003 canta in un concerto al Teatro degli Arcimboldi diretta da Charles Dutoit trasmessa da Retequattro e nel 2006 un concerto con la Murray.
Al Grand Théâtre di Ginevra tiene un recital negli anni 1990, 1995, 1999 e 2005 e nel 2002 un concerto con la Murray.
Al Wiener Staatsoper debutta nel 1991 come Arabella, nel 1993 è Die Gräfin in Capriccio con Walter Berry e nel 1994 Die Feldmarschallin in Der Rosenkavalier con Kurt Moll, la von Otter e la Bonney diretta da Kleiber.
Nel Teatro La Fenice di Venezia ha tenuto un concerto con la Murray nel 1992.
A Salisburgo nel 1992 è La Contessa di Almaviva ne Le nozze di Figaro con i Wiener Philharmoniker, Sylvia McNair e Ferruccio Furlanetto diretta da Haitink e tiene un recital, nel 1994 tiene un concerto con la Murray e canta in un concerto diretta da Pierre Boulez e nel 2000 canta in un concerto.
Alla San Francisco Opera nel 1993 è The Marschallin in Der Rosenkavalier con la von Stade diretta da Charles Mackerras.
All'Opéra National de Paris nel 1993 è Der Gräfin (La Comtesse) in Capriccio, nel 1998 Die Feldmarschallin ne Il cavaliere della rosa e nel 2012 La Duchesse de Crakentorp ne La figlia del reggimento con Natalie Dessay.
Nel 2003, Dame Felicity è stata insignita del titolo di Bayerische Kammersängerin. È Vicepresidente della British Youth Opera e del Coro Bach.
Nell'autunno del 2009 è stata nominata Professore invitato della Royal Holloway, essendo già stata nominata Honorary Fellow del Collegio.
Nel 2010 tiene un recital nel Gran Teatre del Liceu.
Il 9 febbraio 2010, le è stata conferita nella Wigmore Hall Medal da Sua Altezza Reale Edward, duca di Kent l'Ordine della Giarrettiera, in occasione del lancio del 110º anniversario della sala. La medaglia è stata introdotta nel 2006 e viene assegnato ad importanti figure artistiche di livello internazionale nel riconoscimento del loro importante contributo alla Wigmore Hall. I due destinatari precedenti sono stati Matthias Goerne ed András Schiff.
Nel 2012 tiene un recital nel Théâtre national de l'Opéra-Comique e a Lilla.
Nel 2013 tiene un recital a Tours.
Nel 2019 debutta al Royal National Theatre di Londra nel suo primo musical, Follies con la colonna sonora di Stephen Sondheim ed il libretto di James Goldman.
È una patrona del Bampton Classical Opera e della British Voice Association.
È sposata con l'attore Gabriel Woolf, da cui ha avuto una figlia, Emily, nata nel 1984.

## Repertorio
| Ruolo                         | Titolo                             | Autore      |
| ----------------------------- | ---------------------------------- | ----------- |
| Lady Billows                  | Albert Herring                     | Britten     |
| Ellen Orford                  | Peter Grimes                       | Britten     |
| Elena                         | Sogno di una notte di mezza estate | Britten     |
| Duchessa di Crakentorp        | La Fille du régiment               | Donizetti   |
| Hanna Glawari                 | La vedova allegra                  | Lehár       |
| Pamina                        | Il flauto magico                   | Mozart      |
| Fiordiligi                    | Così fan tutte                     | Mozart      |
| Donna Elvira                  | Don Giovanni                       | Mozart      |
| Contessa                      | Le nozze di Figaro                 | Mozart      |
| Elena                         | La bella Elena                     | Offenbach   |
| La granduchessa di Gérolstein | La granduchessa di Gérolstein      | Offenbach   |
| Blanche                       | I dialoghi delle Carmelitane       | Poulenc     |
| Elle                          | La voce umana                      | Poulenc     |
| Mařenka                       | La sposa venduta                   | Smetana     |
| Heidi Schiller                | Follies                            | Sondheim    |
| Arabella                      | Arabella                           | Strauss     |
| Contessa                      | Capriccio                          | Strauss     |
| La Marescialla Octavian       | Il cavaliere della rosa            | Strauss     |
| Christine                     | Intermezzo                         | Strauss     |
| Rosalinde                     | Il pipistrello                     | Strauss     |
| Anne                          | La carriera di un libertino        | Stravinskij |
| Eva                           | I maestri cantori di Norimberga    | Wagner      |

## Discografia parziale

### Opere
| Anno | Titolo Ruolo                                          | Cast                                                  | Direttore         | Casa           |
| ---- | ----------------------------------------------------- | ----------------------------------------------------- | ----------------- | -------------- |
| 1978 | Dido and Æneas (Purcell) Second Woman                 | Janet Baker, Peter Pears, Norma Burrowes              | Steuart Bedford   | Decca          |
| 1980 | Dialogues des Carmélites(Poulenc) Blanche de La Force | Jocelyne Chamonin, Régine Crespin, Anne Marie Rodde   | Jean-Pierre Marty | Ina            |
| 1987 | Le nozze di Figaro (Mozart) Contessa d'Almaviva       | Claudio Desderi, Gianna Rolandi, Richard Stilwell     | Bernard Haitink   | EMI            |
| 1992 | Peter Grimes (Britten) Ellen Orford                   | Anthony Rolfe-Johnson, Thomas Allen, Simon Keenlyside | Bernard Haitink   | EMI            |
| 1993 | The Turn of the Screw (Britten) The Governess         | Philip Langridge, Nadine Secunde, Philis Cannan       | Steuart Bedford   | Naxos          |
|      | Così fan tutte (Mozart) Fiordiligi                    | Nuccia Focile, Jerry Hadley, Alessandro Corbelli      | Charles Mackerras | Telarc         |
| 1995 | Don Giovanni (Mozart) Donna Elvira                    | Bo Skovhus, Nuccia Focile, Alessandro Corbelli        | Charles Mackerras | Teldec         |
| 2001 | La voix humaine (Puolenc) Elle                        | Orchestre de la Suisse Romande                        | Armin Jordan      | Harmonia Mundi |

### Recital
- Bach, Messa in si min. - Solti/Lott/Otter/Blochwitz, 1990 Decca
- Bach: St. Matthew Passion - Bach Choir/Sir David Willcocks/Thames Chamber Orchestra, 1979 Decca
- Beethoven, Folksong Settings - Felicity Lott/Janice Watson/Malcolm Martineau/Sarah Walker/Sir Thomas Allen/Timothy Robinson/Ursula Smith, 1997 Deutsche Grammophon
- Delage, Jaubert & Chausson: Mélodies - Felicity Lott, 1995 Erato/Warner
- Elgar, Choral Works - Alexander Young/Alfreda Hodgson/Felicity Lott/King's College Choir, Cambridge/London Philharmonic Orchestra & Choir/Dame Margaret Price/New Philharmonia Orchestra/Philip Ledger/Richard Morton/Sir Adrian Boult/Yvonne Minton, 1987 EMI/Warner
- Handel: The Messiah, John Alldis/London Philharmonic Orchestra & Choir, 2013 Sparrow
- Handel: Ode for St. Cecilia's Day - The English Concert/Trevor Pinnock, 1986 Deutsche Grammophon/Arkiv
- Haydn: Missa in angustiis; Te Deum - Carolyn Watkinson/David Wilson-Johnson/Felicity Lott/Maldwyn Davies/Nicholas Parle/The English Concert/The English Concert Choir/Trevor Pinnock, 1987 Deutsche Grammophon/Archiv
- Mahler, Symphony No. 4 - Felicity Lott/Franz Welser-Möst/London Philharmonic Orchestra, 2003 EMI
- Mahler: Des Knaben Wunderhorn/Symphony No. 8 - Klaus Tennstedt, 2002 EMI/Warner
- Mozart: Requiem, Franz Welser-Möst/London Philharmonic Orchestra, 1990 EMI/Warner
- Offenbach, La Belle Helene - Alain Gabriel/Eric Huchet/Felicity Lott/Marc Minkowski/Marie-Ange Todorovitch/Michel Senechal/Yann Beuron, 2001 Erato/Warner (andata in scena al Théâtre du Châtelet nel 2000)
- Poulenc, Songs - Felicity Lott/Gilles Cachemaille/Pascal Rogé, 2007 Decca
- Sweet Power of Song - Ann Murray/Felicity Lott, 2000 EMI
- On Wings of Song - Ann Murray/Felicity Lott, 1992 EMI
- Mahler & Wagner: Rückert-Lieder, Wesendonck-Lieder, Prèlude & Mort D'Isolde - Felicity Lott/Quatuor Schumann, 2007 Quatuor Schumann
- Walton: Anon in Love/Facade Settings/A Song for the Lord (English Song, Vol. 1), Craig Ogden/Felicity Lott/Graham Johnson/Martyn Hill - 2002 Naxos

## DVD
- Britten, A Midsummer Night's Dream - Bernard Haitink/Ileana Cotrubaș/Felicity Lott/London Philharmonic Orchestra, Glyndebourne Festival Opera 1981 Kultur
- Mozart, Die Zauberflote - Bernard Haitink/London Philharmonic Orchestra, Glyndebourne Festival Opera 1978 Arthaus/Naxos
- Offenbach, La Belle Hélène - Marc Minkowski/Choeur des Musiciens du Louvre/Les Musiciens Du Louvre-Grenoble/Felicity Lott, 2001 Arthaus/Naxos (andata in scena al Théâtre du Châtelet nel 2000)
- Offenbach, La Grande-Duchesse de Gerolstein - Marc Minkowski/Felicity Lott/Sandrine Piau, Théâtre du Châtelet 2004 Virgin/Erato
- Strauss, R., Cavaliere della rosa - Kleiber/Lott/Otter/Moll, 1994 Deutsche Grammophon
- Strauss, R., Intermezzo - Glyndebourne Festival Opera 1983 Warner
- Stravinsky, Rake's Progress - Bernard Haitink/London Philharmonic Orchestra/Felicity Lott/Samuel Ramey/Rosalind Elias, Glyndebourne Festival Opera 1975 Arthaus/Naxos
- Lott, Recital al Théâtre du Châtelet 2000 TDK/Naxos